# На жатву (Марфа і Ванька)
«На жатву (Марфа і Ванька)» - картина другого селянського циклу українського художника-авангардиста Казимира Малевича.

## Опис
На катрині зображені дві фігури, які обернені до глядача спиною. Центральне місце займає жінка Марфа, що йде на жнива. Її форми виконані в тій же манері, що і фігура Ваньки, тільки за пропорцією вона набагато більша за нього. Обидві фігури пофарбовані однаково, мають ідентичну посадку голови - вона втягнута в плечі. Таким же чином вивернуті стопи, взуті в постоли. На задньому плані зображені люди, зайняті прибиранням сіна. 
Тематично картина відповідає картині «В поле» першого селянського циклу, яка була загублена. Однак зберігся її малюнок. З порівняння цих двох робіт видно, як трактування фігур і пейзажу різниться в досупрематичних (перший цикл) і постсупрематичних (другий цикл) селянських роботах Малевича. У пізніх картинах з'явився горизонт, в просторі з'явилось зрозумілий поділовий розвиток, закріплений геометрично-декоративною розробкою смугастій землі. Фігури, скроєні з деяких вигнутих жорстких площин, своїми колірними зіставленнями нагадують про локальну розфарбованість супрематичних геометричних елементів. 

## Історія створення
Спочатку була написана картина «Хлопчик (Ванька)», яка лягла в основу «Марфи і Ваньки». На звороті картина «На жнива (Марфа і Ванька)» датована Малевичем 1909-1910 роками, проте вважається, що вона написана в період 1928-1929 років. 

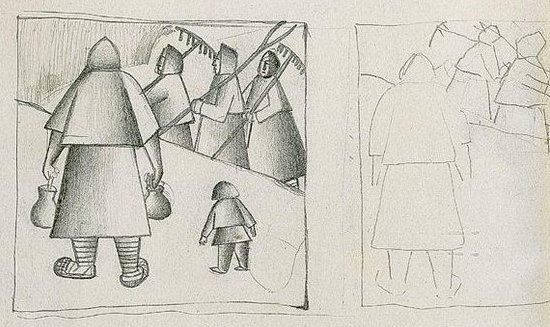
Малюнок з картини «В поле»
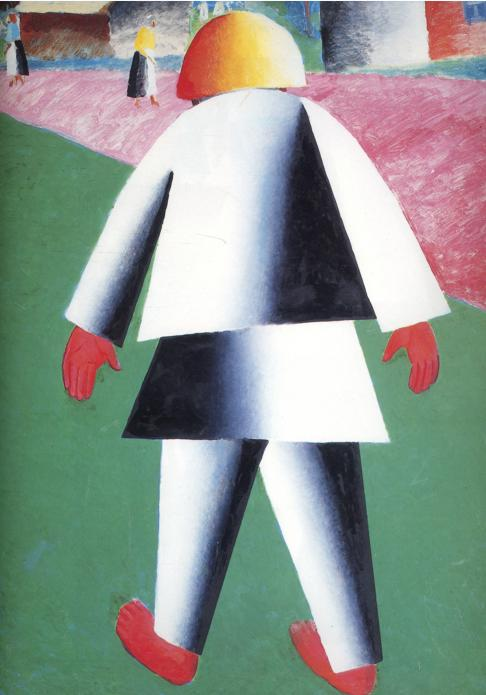
«Хлопчик (Ванька)»